# ラーナー (称号)

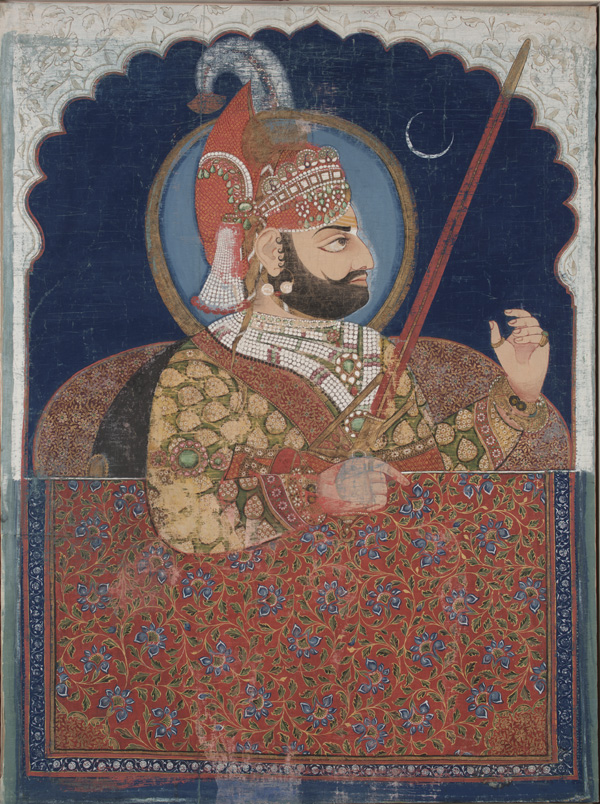
ビーム・シング（メーワール王国のラーナー）

ラーナー （サンスクリット語: राणा; ウルドゥー語：رانا、Rana）は、ラージプートの君主の称号の一つ。主にメーワール王国の君主がこの称号を用い、彼らはラーナー、マハーラーナーを名乗った。

## 概要

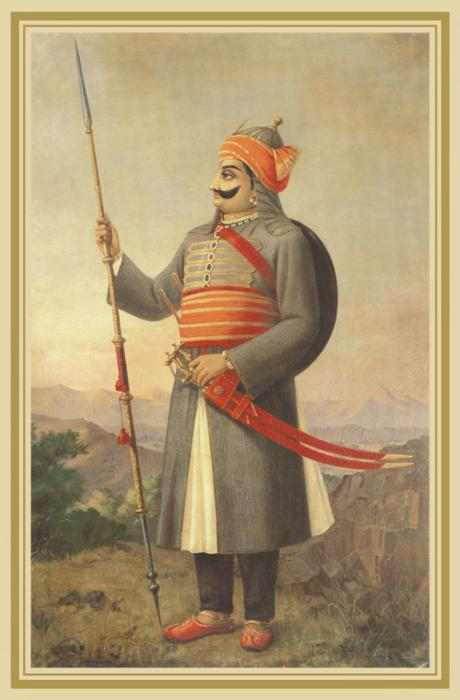
プラタープ・シング

ラーナーの称号はインドではラージプートの君主として使われ、とくにメーワール王国の王号として有名である。
ラーナーの称号はメーワール以外でも、アリー・ラージプル、ポールバンダル、バガート、バーガル、ゴーハドなどの諸国でも使用された。
また、ネパール王国の宰相家たるラナ家の家名はラーナーの称号に因むものである。これはジャンガ・バハドゥル・クンワルが1846年の王宮大虐殺事件ののち、1848年に王家からラナ姓を賜り、クンワル姓から改称したことによる。また、クンワル家は北インドから移住してきた家系で、さかのぼればメーワール王国を出自に持つと自称していた。

## ギャラリー
- サングラーム・シング（メーワール王）
- ラージ・シング（メーワール王）
- ジャワーン・シング（ウダイプル藩王国）
- ファテー・シング （ウダイプル藩王国）